# Coevorden (gemeente)

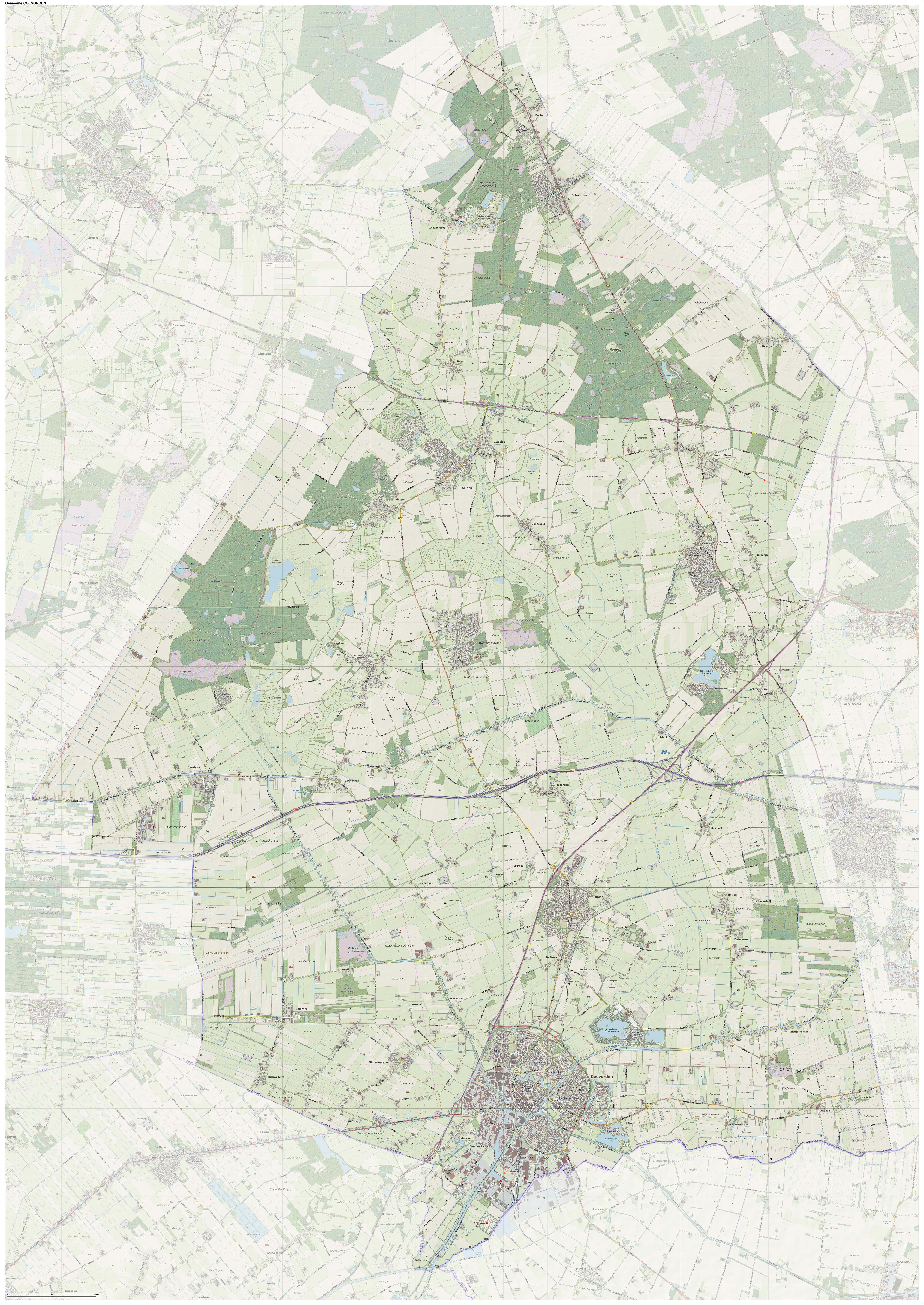
Topografische gemeentekaart van Coevorden, september 2023

Coevorden (uitspraakⓘ) (Drents: Koevern) is een gemeente in het zuid-zuidoosten van de provincie Drenthe in Nederland. De gemeente telt 35.725 inwoners (22 november 2024, bron: CBS) en heeft een oppervlakte van 299,69 km² (waarvan 3,62 km² water). De hoofdplaats van de gemeente is het gelijknamige Coevorden.

## Geschiedenis
De huidige gemeente Coevorden is in 1998 ontstaan in het kader van de gemeentelijke herindeling in Drenthe. Hierbij werd het grondgebied van de gemeenten Dalen, Oosterhesselen, Sleen, Zweeloo samengevoegd met de toen al bestaande gemeente Coevorden.

## Openbaar vervoer

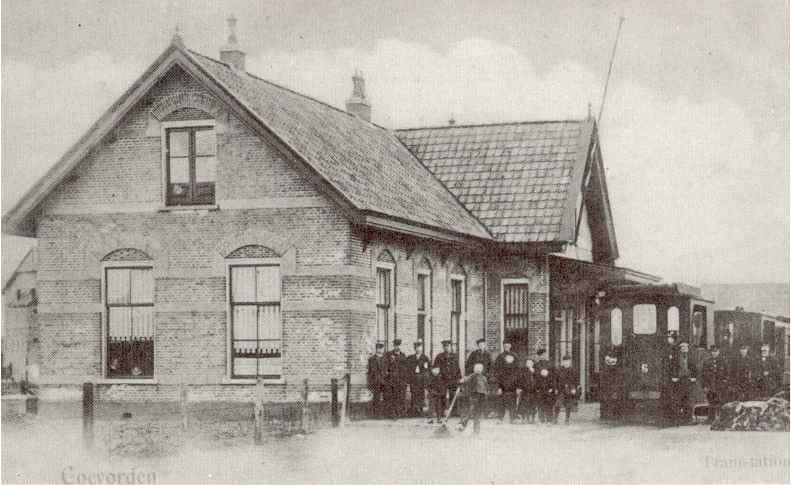
Tramstation van de DSM te Coevorden in 1906

Coevorden ligt aan de spoorlijn Zwolle - Emmen. Er zijn stations in Coevorden en Dalen, waarbij het station Coevorden ook door sneltreinen wordt aangedaan. Deze door de NOLS gebouwde lijn is in 1905 geopend. In 1910 werd de spoorlijn tussen Coevorden en het Duitse Laarwald, die ook door de NOLS is aangelegd, geopend. Deze lijn wordt sinds 1939 alleen gebruikt voor goederenvervoer door de Bentheimer Eisenbahn AG. Het stationsgebouw van Coevorden werd in 1976 vervangen door een modern gebouw.
In 1897 kreeg Coevorden haar eerste stoomtramverbinding toen de DSM haar station in deze plaats opende. In 1918 opende de EDS het tweede stoomtramstation in deze plaats. Bij de fusie van de maatschappijen in 1936 werd er een station gesloten. In 1947 werd het vervoer per stoomtram opgeheven.
De gemeente wordt bediend met vijf lijnen van Qbuzz, EBS en Nutzfahrzeuge Nordhorn, met bussen naar o.a. Zweeloo, Emmen, Dedemsvaart, Hoogeveen en het Duitse Emlichheim.

## Geografie
De gemeente Coevorden telt 38 officiële kernen, waarvan de stad Coevorden verreweg de grootste is.

### Stad, dorpen en gehuchten
Aantal inwoners per woonkern op 1 januari 2023:
| Woonplaats (BAG)          | Inwoners 2023 |
| ------------------------- | ------------- |
| Aalden                    | 1.850         |
| Benneveld                 | 175           |
| Coevorden                 | 15.855        |
| Dalen                     | 3.890         |
| Dalerpeel                 | 585           |
| Dalerveen                 | 370           |
| De Kiel                   | 385           |
| Diphoorn                  | 60            |
| Erm                       | 875           |
| Gees                      | 645           |
| Geesbrug                  | 1.360         |
| 't Haantje                | 240           |
| Holsloot                  | 280           |
| Meppen                    | 415           |
| Nieuwlande (gedeeltelijk) | 55            |
| Noord-Sleen               | 615           |
| Oosterhesselen            | 1.865         |
| Schoonoord                | 2.170         |
| Sleen                     | 2.260         |
| Stieltjeskanaal           | 245           |
| Wachtum                   | 385           |
| Wezup                     | 190           |
| Wezuperbrug               | 210           |
| Zweeloo                   | 330           |
| Zwinderen                 | 395           |

Overige officiële kernen:
- Achterste Erm
- Ballast
- De Haar
- De Mars
- Den Hool
- Kibbelveen
- Klooster
- Nieuwe Krim
- Padhuis
- Pikveld
- Steenwijksmoer
- Vlieghuis
- Weijerswold

### Buurtschappen
Naast deze officiële kernen bevinden zich in de gemeente de volgende buurtschappen: Bovensteenwijksmoer, De Bente, Eldijk, Grevenberg, Hoogehaar, Langerak, Schimmelarij, Valsteeg, Veenhuizen en Vossebelt.

## Politiek

### Gemeenteraad
De gemeenteraad van Coevorden bestaat uit 25 zetels. Hieronder staat de samenstelling van de gemeenteraad sinds 1998:
| Partij           | 1998 | 2002 | 2006 | 2010 | 2014 | 2018 | 2022 |
| ---------------- | ---- | ---- | ---- | ---- | ---- | ---- | ---- |
| BBC              | -    | -    | -    | -    | 6    | 9    | 10   |
| PvdA             | 7    | 7    | 9    | 6    | 4    | 4    | 4    |
| VVD              | 6    | 6    | 5    | 6    | 4    | 4    | 4    |
| CDA              | 6    | 6    | 5    | 5    | 4    | 4    | 3    |
| PAC              | 2    | 3    | 4    | 4    | 3    | 2    | 3    |
| PPC              | -    | -    | -    | -    | -    | -    | 1    |
| D66              | -    | -    | -    | 2    | 2    | 1    | -    |
| Gemeentebelangen | 2    | 3    | 2    | 2    | 2    | 1    | -    |
| Totaal           | 25   | 25   | 25   | 25   | 25   | 25   | 25   |

### College van B&W
De coalitie voor de periode 2022-2026 uit BBC2014, PvdA en CDA. Zie hieronder het college van burgemeester en wethouders voor de periode 2022-2026.
| Naam              | Functie            | Partij  | Portefeuille |
| ----------------- | ------------------ | ------- | --- |
| Renze Bergsma     | Burgemeester       | CDA     | - P&O - Ontwikkeling lokale democratie - Handhaving - Openbare orde en veiligheid/ Ondermijning en integriteit - Vertegenwoordiging gemeente - Programma's: - Regiodeal (stuurgroep) - Global Goals - Vluchtelingenopvang in crisissituatie                                                                                       |
| Jeroen Huizing    | Wethouder          | CDA     | - 1e locoburgemeester - Duurzaamheid - Jeugd (incl. jeugdhulp) - Beheer openbare ruimte - Onderwijs - Landbouw, natuur, bodem en water - Programma's: - De Nieuwe Veste inclusief Holwert Midden en stationsomgeving |
| Steven Stegen     | Wethouder          | BBC2014 | - 2e locoburgemeester - (Circulaire) Economie - Werkgelegenheid - Wonen - Financiën - Vastgoed (behalve de sport- en welzijnsaccommodaties) - Programma's: - Schoonoord: woonprogramma - Vitale vakantieparken |
| Joop Slomp        | Wethouder          | PvdA    | - 3e locoburgemeester - Zorg en gezondheid - Sport - Sport- en welzijnaccommodaties - Bestaanszekerheid - Participatiewet, inburgering en asiel - Kunst en cultuur - Programma's: - Schoonoord: MFC |
| Erik Holties*     | Wethouder          | BBC2014 | - 4e locoburgemeester - Ruimtelijke ontwikkeling - Vergunningen en Toezicht - Binnenstad Coevorden inclusief ontwikkelingen Aleida Kramer - Gebiedsgericht werken - Recreatie en toerisme - Mobiliteit binnen gemeentegrens - Beheer en onderhoud wegen - Programma’s: - Centrum Coevorden inclusief ontwikkelingen Aleida Kramer |
| Beatrijs de Vries | Gemeentesecretaris |         | |

*Erik Holties is de opvolger van Bea Meppelink-de Jager. Zij stopte in februari 2023 omdat naar eigen zeggen de functie meer vroeg dan zij kon geven.

## Aangrenzende gemeenten
| Aangrenzende gemeenten | Aangrenzende gemeenten | Aangrenzende gemeenten | Aangrenzende gemeenten | Aangrenzende gemeenten |
| ---------------------- | ---------------------- | ---------------------- | ---------------------- | ---------------------- |
| Midden-Drenthe         |                        | Aa en Hunze            |                        | Borger-Odoorn          |
|                        |                        |                        |                        |                        |
| Hoogeveen              | Emmen                  |                        |                        |                        |
|                        |                        |                        |                        |                        |
| Hardenberg (O)         |                        | Laar (D)               |                        | Emlichheim (D)         |

## Trivia
De Canadese stad Vancouver is indirect vernoemd naar Coevorden. De stad Vancouver is direct vernoemd naar George Vancouver (1757–1798) een Brits marine-officier en ontdekkingsreiziger van Nederlandse komaf. De achternaam is afgeleid van Van Coevorden, vaak uitgesproken als Koeveren in het Nederlands-Nedersaksisch. George Vancouver heeft diverse plaatsen een naam gegeven in de regio. De stad Vancouver is naar hem vernoemd.